# チャイロツバメ
チャイロツバメ（Eurasian crag martin）は、スズメ目ツバメ科の小さな鳥である。体長約14cm、上半身は灰茶色、下半身は淡い色で、尾は短く四角形で、目立つ白色の模様がある。
ヨーロッパ南部及びアフリカ北西部から旧北区にかけての山地で繁殖する。同じ属の他の3つの種と混同されることがあるが、他よりは大きく、尾の色は明るく、羽の色調も異なる。ヨーロッパの多くの鳥は定住性であるが、北方の集団やアジアで繁殖する鳥の大部分は渡りを行い、アフリカ北部や中東、インドで越冬する。
崖の途中や最近多いのは人工物の上の岩に付着した巣を作る。整った形のカップ状の泥でできた巣の内側には、羽毛や草等の柔らかい素材で裏張りされる。巣は孤立して存在することが多いが、いくつかのつがいが比較的近い場所に巣を作って、繁殖を行うこともある。茶色い染みのある白い卵が2-5個産まれ、主にメスが温める。ヒナへの餌やりは雌雄で行う。
大きな繁殖コロニーは作らないが、繁殖期以外は群居する。崖面や小川、高山の牧草地等の上空を飛行中にくちばしで様々な昆虫を捕まえて食べる。猛禽類やカラス科の鳥に食べられ、吸血性のダニの宿主となる。分布域が広く個体数が多いことから重大な保全上の懸念は生じていない。
同じ属の他の3つの種と密接に関連しており、混血せずに分布域が重なる2種もあるように見えるが、時に同じ種と見なされることもある。この4種は、旧北区の他のツバメと行動が良く似ており、ツバメ属というより大きな属に含められることもあるが、この考え方は、イワツバメ属等の他の属の分類と矛盾を引き起こす。

## 分類

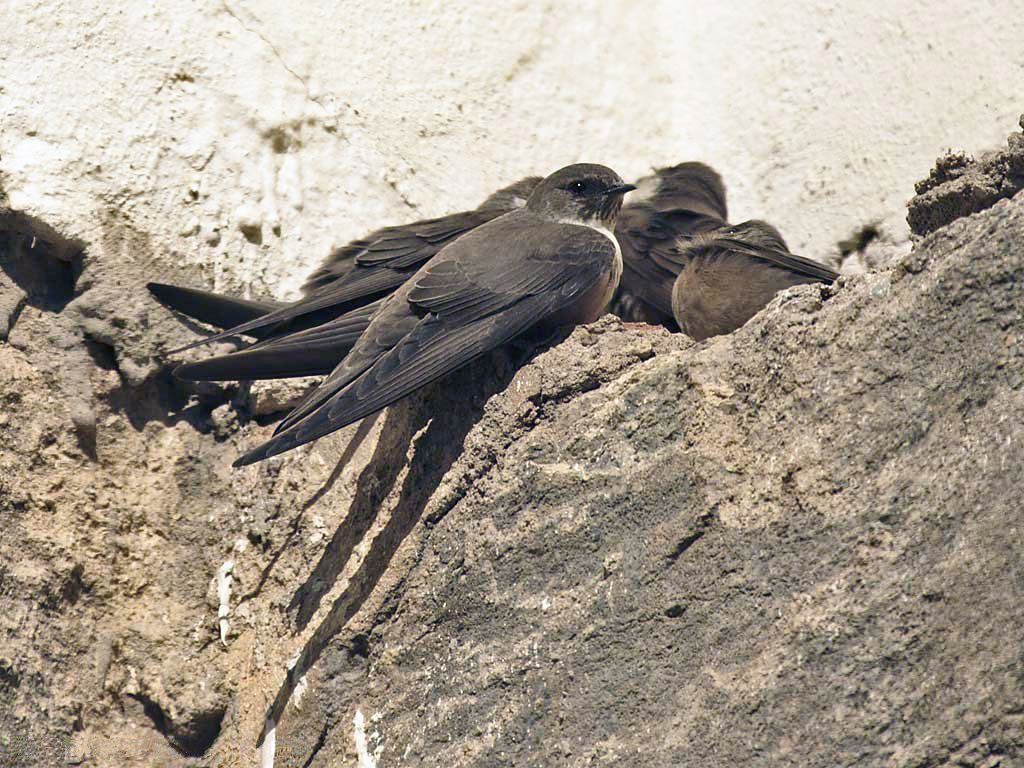
岩面上の群れ

イタリアの博物学者ジョヴァンニ・アントニオ・スコポリが1769年にHirundo rupestrisとして正式に記載し、1850年にドイツの鳥類学者ハインリヒ・グスタフ・ライヘンバッハが新しい属であるチャイロツバメ属に移した。最も近縁な3種は、ウスチャイロツバメ、アフリカチャイロツバメ、インドチャイロツバメである。英語での属名Ptyonoprogneは、その尾の形から、ギリシア語で「扇」を意味するputuonという言葉と、ギリシア神話で後にツバメの姿に変えられたプロクネーの名前に由来する。種小名のrupestrisは、ラテン語で「岩」を意味するrupesに由来する。一般的に認識されている亜種は存在しないが、中央アジアに生息するP. r. centralasicaとモロッコのアトラス山脈に生息するP. r. theresaeの2つの系統の存在が提案されている。しかし、大きさや色の違いは、地理的なパターンと合致しない。この種の化石は、ブルガリアの後期更新世の堆積物や、フランス中央部の24万2000年から30万1000年前の地層から見つかっている。
チャイロツバメ属の4つの種は、非常に特徴的なカワラツバメ属を除く全てのツバメを含むツバメ亜科に分類される。DNAの研究によると、ツバメ亜科は、巣の作りと関連する3つの大きなグループに分けられる。ショウドウツバメ等の穴に住むグループ、ミドリツバメ等の天然の空洞を利用するグループ、それから泥で巣を作るグループである。チャイロツバメ属は開けた泥の巣を作り、3番目のグループに分類される。ツバメ属も同様に開けた泥の巣を作り、イワツバメ属は閉じた泥の巣を作る。コシアカツバメやサンショクツバメは、入口にトンネルのあるレトルトに似た閉じた巣を作る。

## 記載

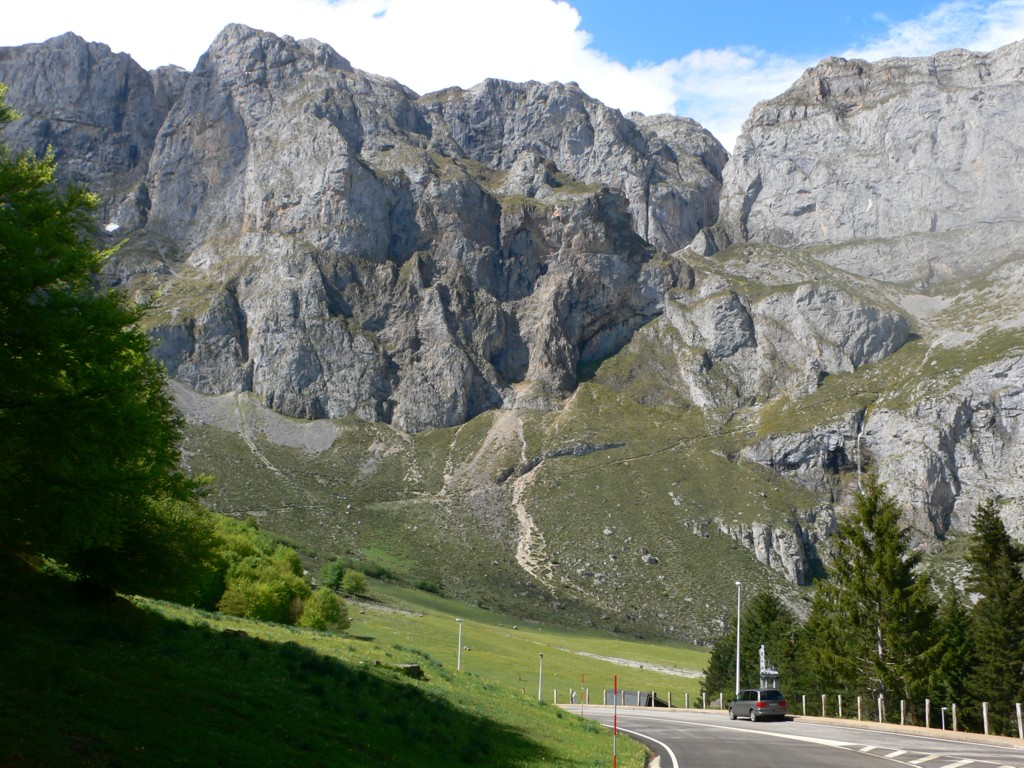
スペイン内の繁殖場所

体長13-15cm、翼長32-34.5cmで、体重は平均23gである。上半身は灰茶色で、下半身はより淡い色である。ヨーロッパの他のツバメと比べ、幅広の体、翼、尾を持つ。尾は短く四角形で、中央と最も外側の羽を除く全ての羽の先端付近に白い模様がある。後羽と下尾の上尾筒は黒色、目は茶色、小さなくちばしは主に黒色、脚は黒みがかったピンク色である。雌雄は似ているが、幼鳥は、頭や上半身、上尾筒の羽の先端がバフ色である。体がより大きいこと、尾の白い模様、胸に茶色の帯模様がないことで、ショウドウツバメから区別される。チャイロツバメ属の他の種と分布が重なる地域では、アフリカチャイロツバメと比べて色がより暗くて茶色が強く、体は15%大きい。またインドチャイロツバメと比べても大きく、特に下半身の色がより淡い。またこの2種と比べて、尾の白色の模様が大きい。
チャイロツバメの飛行は、ツバメとしては比較的遅い。素早い羽ばたきの合間に翼を平らにした滑空を挟み、長く柔軟な初列風切羽は、崖の近くで飛行するための敏捷性を与えている。渡りの際の平均飛行速度は、ツバメ属の典型である11m/sよりも遅く、9.9m/sと測定されたが、データは限られている。しばしば高く飛び、尾を広げて白い模様を見せる。ムネアカヒワやニシイワツバメに似た鳴き声で鳴く。

## 分布と生息地

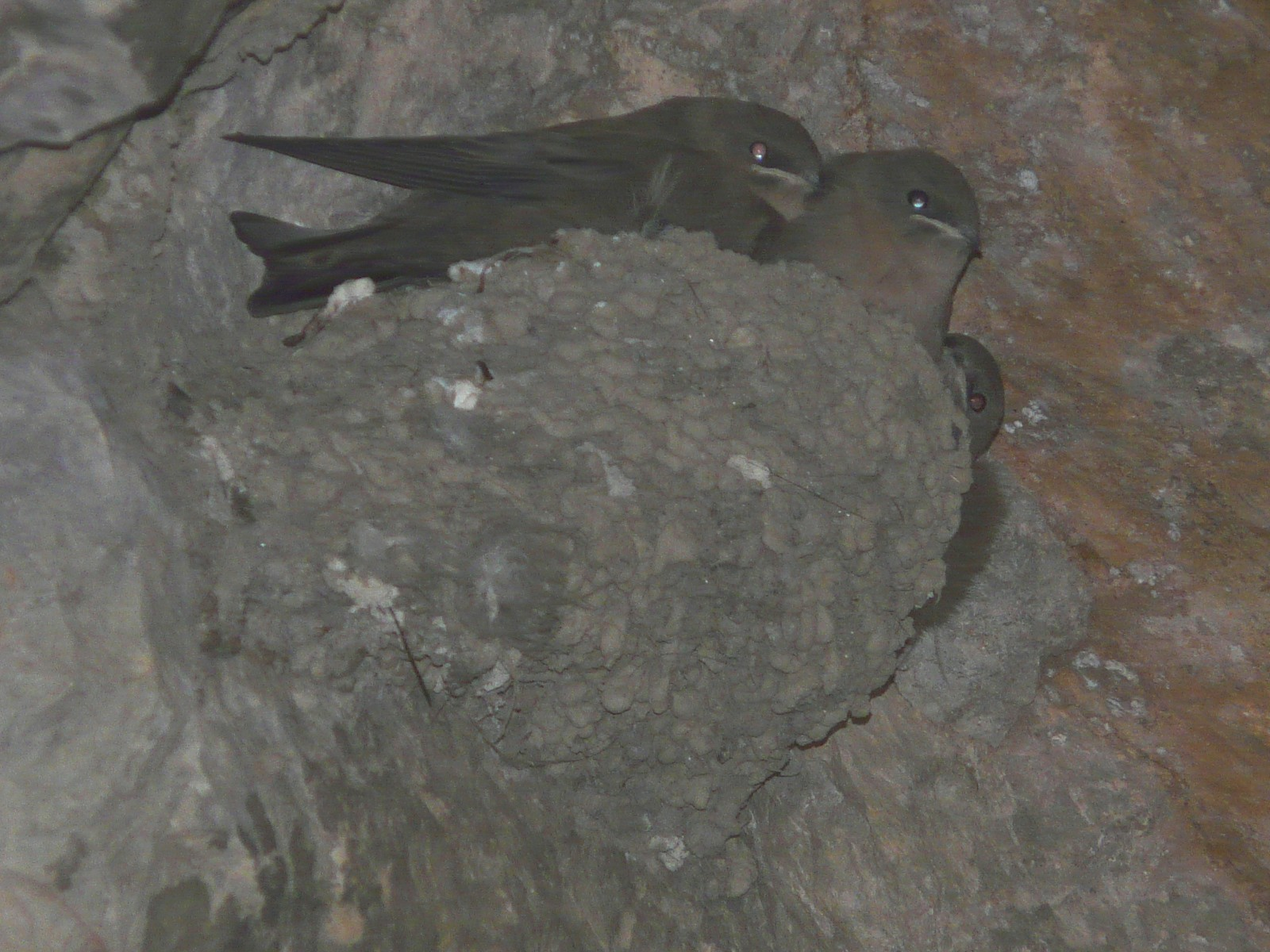
巣と幼鳥

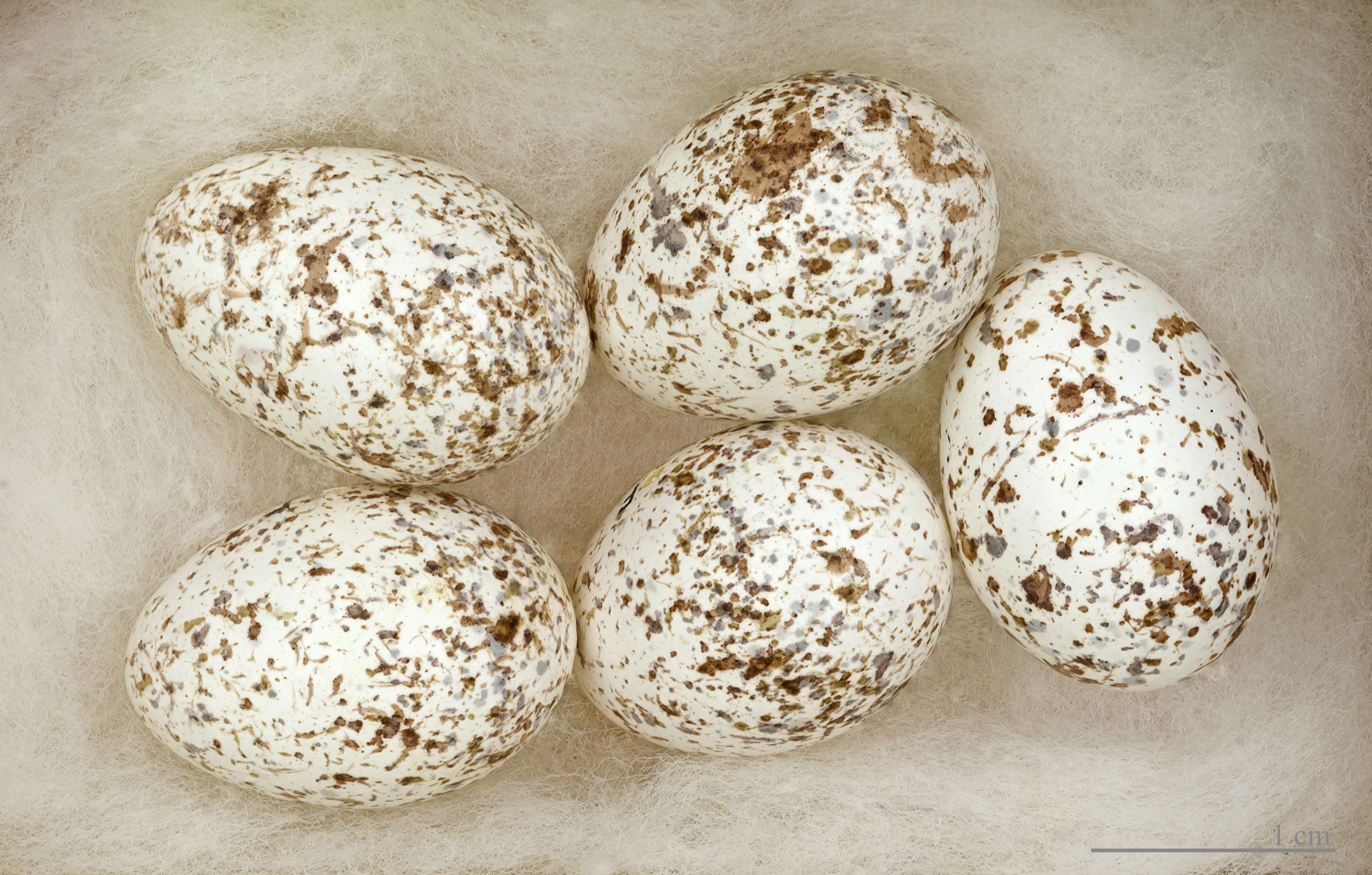
トゥールーズ博物館所蔵の卵

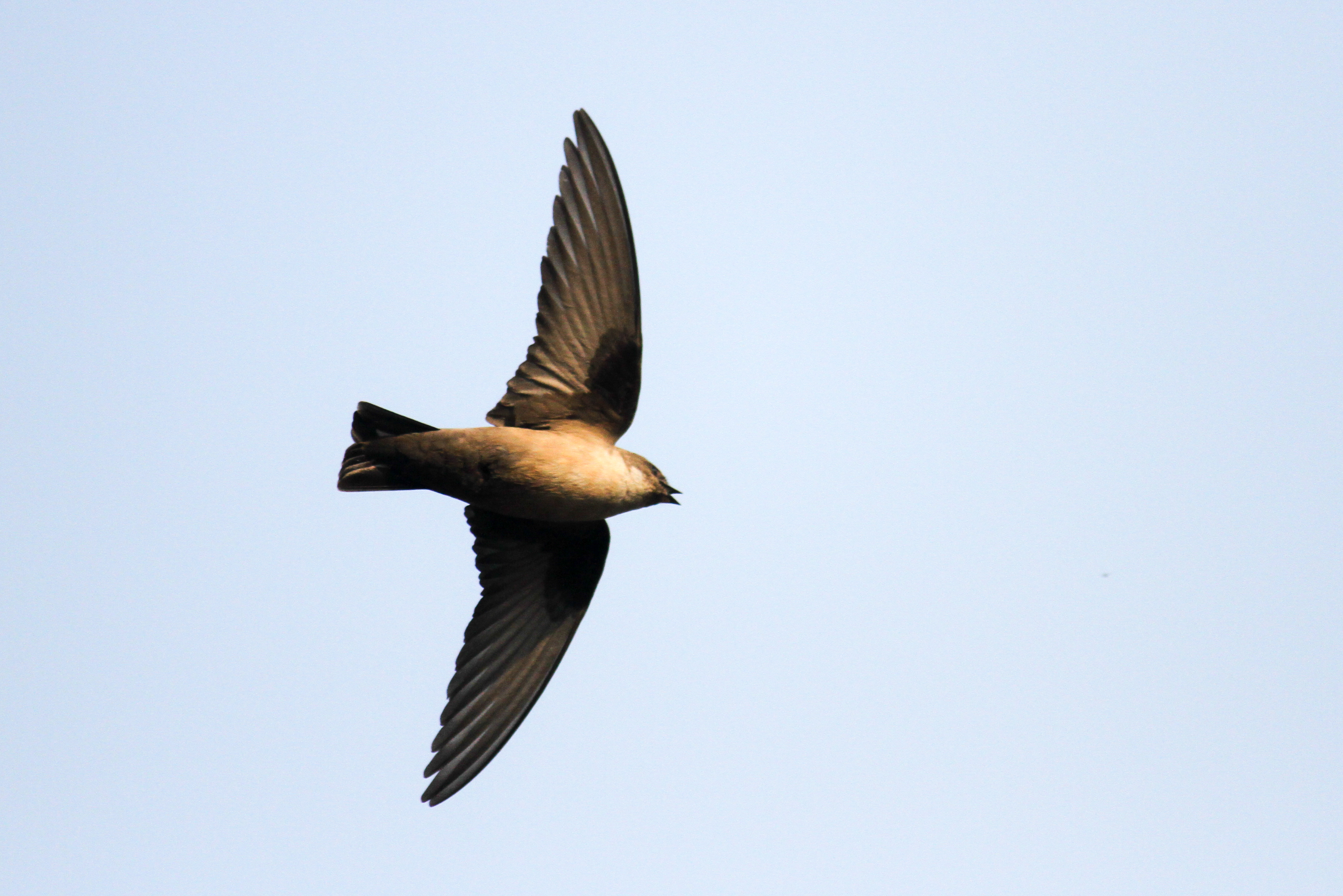
飛行中の様子

イベリア半島、アフリカ大陸北西端からヨーロッパ南部を経由して、ペルシア湾、ヒマラヤ山脈、中国南西部及び北東部までの山地で繁殖する。北方に住む集団は渡りを行う。ヨーロッパの集団は、北アフリカ、セネガル、エチオピア、ナイル川の渓谷で越冬し、アジアの集団は中国南部、インド亜大陸、中東で越冬する。インドやトルコ、キプロス等の暖かい地域で、繁殖後に低地に移動するだけの集団と同様に、地中海北部に留まる集団もある。繁殖域は、7月に20℃の等温線が境界であり、越冬地域は約15℃以上で餌となる昆虫が豊富な地域である。繁殖地域より北方では非常に珍しい種で、イギリスでは12件、アイルランドでは0件、スウェーデンでは1996年の1件のみ、目撃例がある。通常の越冬地域よりも南方では、ガンビアで迷鳥として見られる。
チャイロツバメは、乾燥した暖かい地域の、岩の多い山地の風雨から保護された崖で繁殖する。通常は、高度2000-2700mであるが、中央アジアでは、高度5000mで繁殖することもある。営巣場所の選択は、オオアブラコウモリと似ている。この2種は同じような場所で繁殖し、ヨーロッパではほぼ同じ分布域である In South Asia, migrant Eurasian birds sometimes join with flocks of the dusky crag martin and roost communally on ledges of cliffs or buildings.。南アジアでは、時にインドチャイロツバメの群れに加わり、崖やビルの岩棚で集団就塒することもある。
越冬地の営巣場所で、既知の最大のものは、ジブラルタルのゴーラム洞窟である。2020年から2021年の冬季には、この洞窟に、ヨーロッパ全体の個体数の1%にあたる最大12000羽が巣を作った。

## 行動

### 繁殖

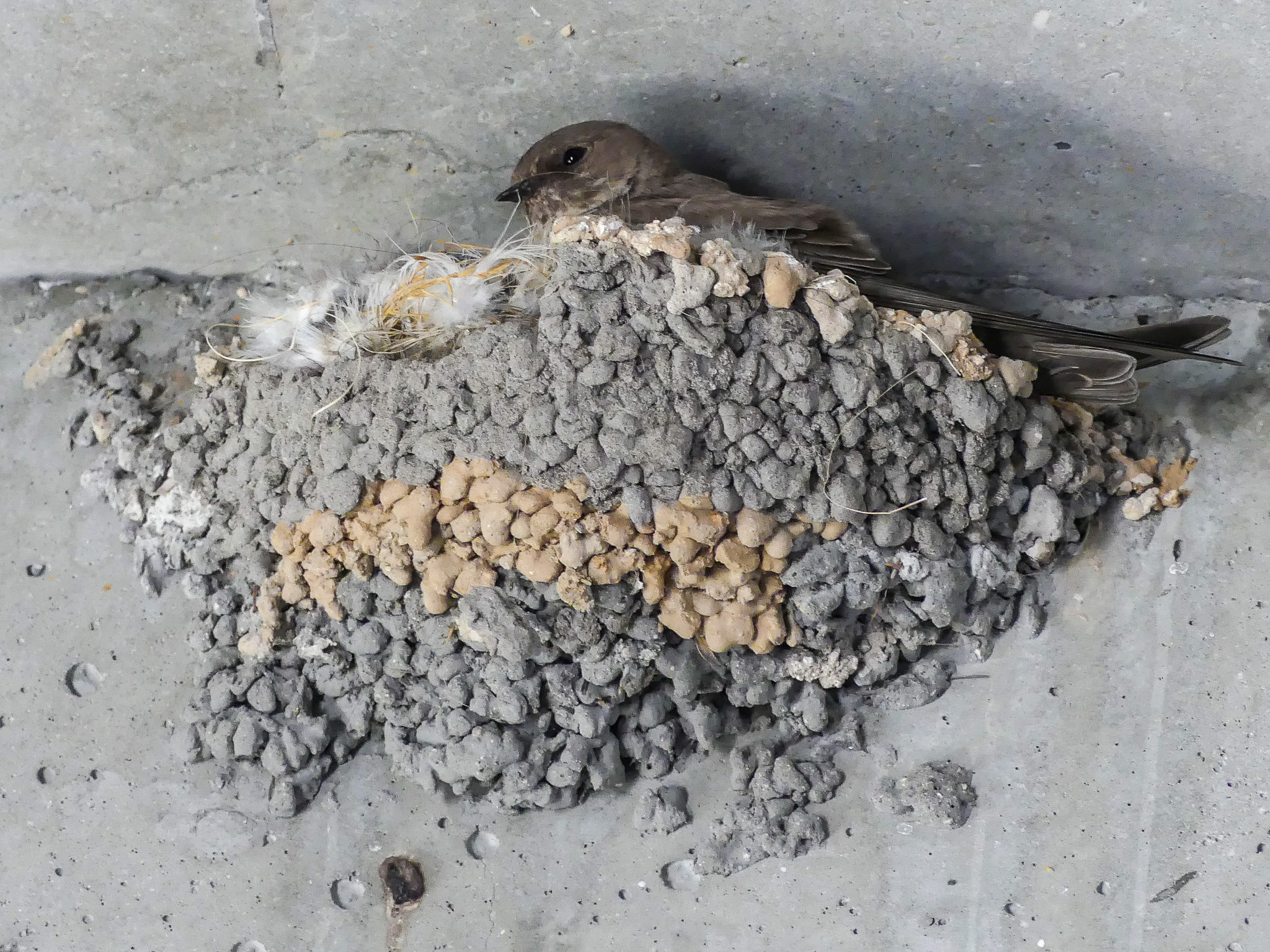
ニース空港に作られた巣

チャイロツバメのつがいは、単独または10以下からなる小さなコロニーで巣を作る。巣は、平均で30m離れ、他のチャイロツバメや別の種類の鳥から巣を守る。営巣は、5月から8月に行われ、2羽のヒナを育てる。雌雄で作る巣は、土でできたハーフカップ型で、泥でできており、羽毛や乾いた草等の柔らかい素材で裏張りされ、崖面の岩棚上や隙間、洞窟、人工物の上等に作られる。巣作りには1-3週間を要し、次のヒナのため、その後数年は再利用される。2-5個、平均3個の卵が一度に産まれる。茶色の染みがある白色の卵で、平均で大きさは20.2mm×14.0mm、重さは2.08gである。主にメスが13-17日間温めると孵化し、さらに24-27日で巣立つ。両親は2-5分ごとにヒナに餌を与え、巣立ち後の14-21日間の若鳥にも餌を与える。このように頻繁に給餌を行うため、巣のすぐ近くで餌を捉える。イタリアの研究では、孵化率は80.2%で、孵化した幼鳥の数の平均は3.1羽であった。
ここ数十年は、人の家やその他の人工物に巣を作ることが増えてきた。この繁殖場所を選ばない性質のため、その分布域は広がっているが、そのため、同じように人工物に営巣するツバメやニシイワツバメ等のツバメ属の他の鳥と競合することもある。

### 食餌
主に、飛行中にくちばしで昆虫を捕まえて食べるが、岩上や地面、水面等から餌を採ることもある。繁殖期には、縄張りの内外でしばしば崖面を前後に飛行し、昆虫を捕まえる。他の時期には、川や山地の牧草地の上を飛んで餌を取る。餌となる昆虫は地域により、ハエ、アリ、クモ、甲虫等が含まれる。また少なくともスペインやイタリアでは、カワゲラ、トビケラ、アメンボ等、水生の生物も重要な食糧である。ツバメ属の他の鳥とは異なり、繁殖地の近くで餌を採るため、局所的な昆虫の数の変動に対して脆弱である可能性がある。繁殖期以外は群居性であり、食糧の豊富な場所では、かなり大きな群れを作る。崖面は、定常波型の空気の流れを作り、昆虫を集める。チャイロツバメは、飛行の際の機動性が高く、急な方向転換もできるので、崖の近くに集まった虫を採ることができる。

### 冬季のねぐら

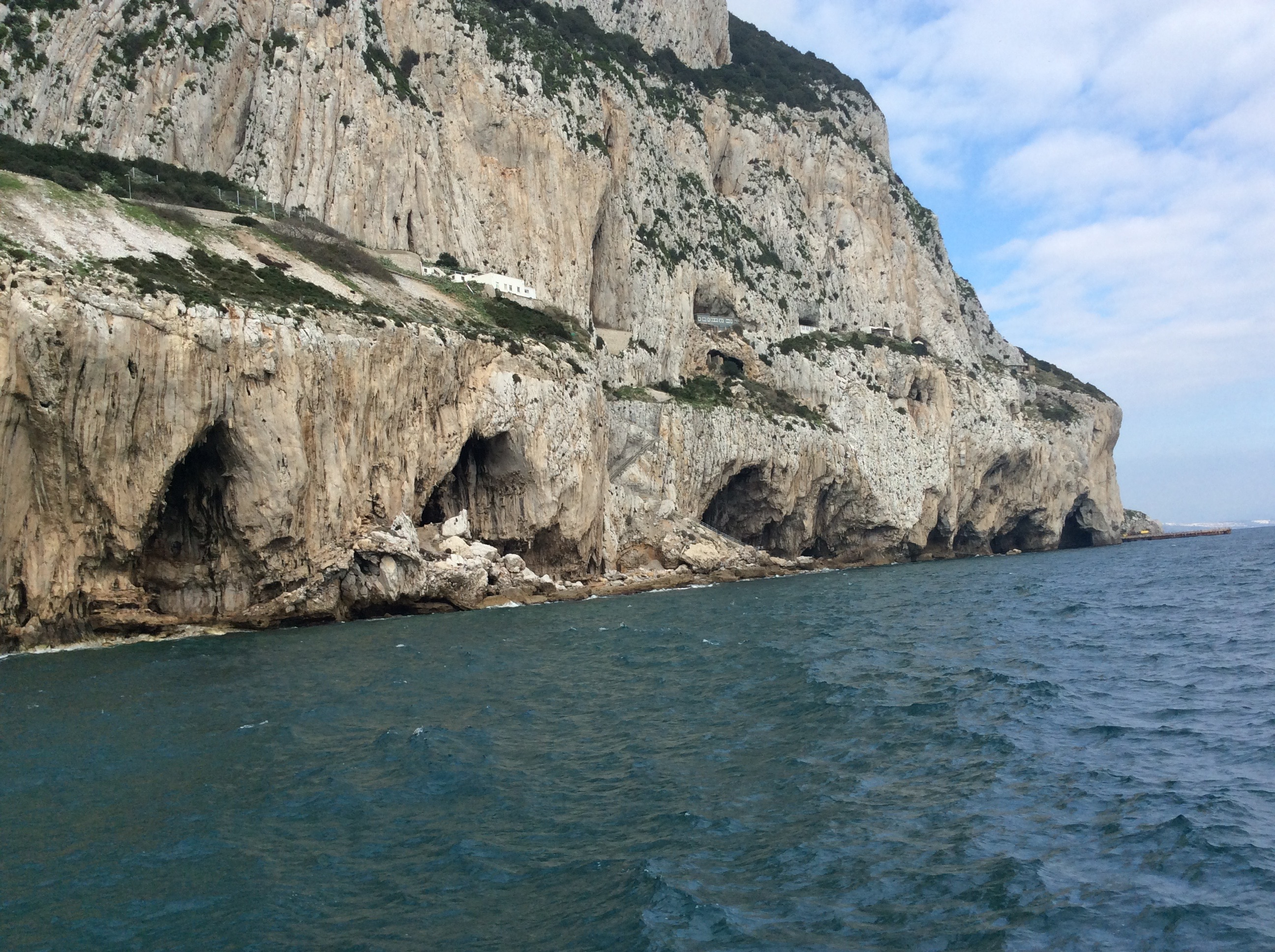
ジブラルタルのゴーラム洞窟には、冬季のねぐらとして最大のものがある

チャイロツバメは、冬季に巨大なねぐらを作ることで知られており、最大のものは、ジブラルタルのゴーラム洞窟にある。その洞窟で行われ、2021年にScientific Reportsで発表された調査では、何年にも渡り、同じねぐらに固執することが示された。標識再捕獲法による調査では、最初に捕獲されたのと同じ洞窟で、90%以上が捕獲された。異なる洞窟の鳥の状態の比較により、ねぐらの質が、この鳥の適応度、ひいては生存率に相関していることが示唆された。

## 捕食者と寄生者
生息地の重なるハヤブサに捕食されることがある。また、ヒマラヤ山脈を越える渡りの際に、カラスに捕食されたという記録もある。チョウゲンボウ、ハイタカ、カケス、ワタリガラスも捕食者と見なし、巣のある崖に近づくと、何度も降下して攻撃する。一般的には攻撃的であるが、ニシイワツバメとは、同所的であり、これは、非常に大きな群れが捕食者の早期発見を可能にするためである可能性がある。
D. chelidonisを含むワクモ属の吸血性のダニや鼻腔に住むダニのPtilonyssus ptyonoprognesの宿主となる。Ornithomya rupesというハエとCeratophyllus nanshanensisというノミの2種の寄生生物の新種が、中国で本種から見つかっている。

## 保全状況
ヨーロッパの個体数は、12万から37万のつがいを含む、36万から111万と推定される。世界全体の個体数は、おおよそ50万から500万と推定され、全体の4分の1から半分はヨーロッパにいると考えられる。恐らく一つの要因としては巣に使える人工物が増えているため、分布域が北に広がっており、その個体数は増えていると推定される。オーストリア、スイス、かつてのユーゴスラビア、ルーマニア、ブルガリアなどで分布域の拡大が報告されている。拡大する分布域と増加する個体数から、保全上の危機にあるとは考えられておらず、国際自然保護連合のレッドリストでは、低危険種に分類されている。